# Schulmädchen-Report
Schulmädchen-Report é o título de um livro de 1970 de Günther Hunold, que apresentou entrevistas com doze meninas e mulheres jovens entre as idades de 14 e 20 anos sobre a sua sexualidade. A adaptação cinematográfica de mesmo nome Wolf C. Hartwig, que foi lançada nos cinemas da Alemanha Ocidental no mesmo ano, foi tão bem sucedida que doze sequências foram produzidas até 1980. Os filmes, traduzidos em 38 idiomas, são considerados o produto de cinema alemão de maior sucesso até hoje, com 100 milhões de espectadores. A primeira parte foi um dos cinco filmes alemães de maior sucesso, com cerca de seis milhões de telespectadores.

## O livro
A intenção do autor de publicar o livro era, de acordo com o prefácio, uma representação verdadeira do comportamento sexual das "moças modernas" do (então) presente. Ele levou a isso de acordo com seus dados de 1969 em Munique, com 36 alunas de 14 a 20 anos de escolas secundárias e secundárias. Os critérios segundo os quais ele escolheu seus interlocutores não são nomeados; uma seleção representante não parece ter sido procurada. As inquiridos receberam 157 perguntas individuais aos "grupos pergunta", tais como "ambiente", "professor", "sonhos", "masturbação", "defloração", "a vida sexual", "contracepção", "homossexualidade", entre outros fornecidos. Doze das entrevistas mais notáveis foram finalmente incluídas no livro. Hunold enfatizou que estes eram casos individuais que não descreviam o comportamento do público em geral dos estudantes.
O próprio Hunold não acreditava no sucesso da próxima adaptação cinematográfica de seu livro. Em vez de uma participação percentual nas bilheterias, ele recebeu uma quantia fixa pré-paga pelos direitos do filme.

## Filmes
- 1970: Schulmädchen-Report: Was Eltern nicht für möglich halten
- 1971: Der neue Schulmädchen-Report. 2. Teil: Was Eltern den Schlaf raubt
- 1972: Schulmädchen-Report. 3. Teil: Was Eltern nicht mal ahnen
- 1972: Schulmädchen-Report. 4. Teil: Was Eltern oft verzweifeln läßt
- 1973: Schulmädchen-Report. 5. Teil: Was Eltern wirklich wissen sollten
- 1973: Schulmädchen-Report. 6. Teil: Was Eltern gern vertuschen möchten
- 1974: Schulmädchen-Report. 7. Teil: Doch das Herz muß dabei sein
- 1974: Schulmädchen-Report. 8. Teil: Was Eltern nie erfahren dürfen
- 1975: Schulmädchen-Report. 9. Teil: Reifeprüfung vor dem Abitur
- 1976: Schulmädchen-Report. 10. Teil: Irgendwann fängt jede an
- 1977: Schulmädchen-Report. 11. Teil: Probieren geht über Studieren
- 1978: Schulmädchen-Report. 12. Teil: Junge Mädchen brauchen Liebe
- 1980: Schulmädchen-Report. 13. Teil: Vergiß beim Sex die Liebe nicht